# Стела «Город воинской славы» (Старая Русса)
Па́мятник-сте́ла «Го́род во́инской сла́вы» был открыт 4 ноября 2018 года в сквере при въезде в Старую Руссу. Стела установлена в память о присвоении Старой Руссе почётного звания «Город воинской славы».

## История
Древние городские укрепления Старой Руссы, возведённые в 1199—1201 годах, были свидетелями многих сражений с польскими, литовскими и шведскими войсками. Город, за тысячелетнюю историю переживший множество потрясений, не остался в стороне и от Гражданской войны: с 24 февраля до июля 1919 года в нём размещался штаб Западного фронта РККА. 
А с Великой Отечественной войной связаны наиболее трагические события истории Старой Руссы, которая с 9 августа 1941 года по 18 февраля 1944 года была оккупирована немецкими войсками. Нацисты превратили город в неприступную крепость, окружённую тройным кольцом обороны с бетонными дотами и противотанковыми рвами. Город находился недалеко от линии фронта и подвергся сильным разрушениям. Гитлер, лично контролировавший положение немецких войск Старорусского гарнизона, дислоцированного в стратегически важном транспортном узле, отдал приказ: «По колено стоять в крови, но Руссу не сдавать!». Но после серии ожесточённых сражений, среди которых особенно кровопролитной стала Старорусская операция 1943 года, 18 февраля 1944 года город был освобождён войсками 1-й Ударной армии 2-го Прибалтийского фронта в ходе Старорусско-Новоржевской наступательной операции. К моменту освобождения в разрушенном городе не оставалось ни одного жителя. Более 60 человек за бои под Старой Руссой получили звания Героя Советского Союза, многие – посмертно.
Указом Президиума Верховного Совета СССР от 16 февраля 1984 года «за мужество  и стойкость, проявленные трудящимися города в годы Великой Отечественной войны, и за успехи, достигнутые в хозяйственном и культурном строительстве», город Старая Русса был награждён орденом Отечественной войны I степени. А в 2006 году общественные организации Старой Руссы выступили с инициативой о присвоении городу звания «Город воинской славы». Соответствующее ходатайство, направленное в 2009 году, получило поддержку губернатора Новгородской области, и Указом президента Российской Федерации от 6 апреля 2015 года № 175 городу Старой Руссе это почётное звание было присвоено. Об этом президент В. В. Путин объявил рушанам во время своего визита в Старую Руссу, где он участвовал в торжественном открытии Всероссийской акции поисковиков «Вахта памяти». 22 июня 2015 года в Екатерининском зале Московского Кремля состоялась церемония вручения грамот о присвоении звания городам, в числе которых была Старая Русса. 
1 февраля 2016 года поступила в обращение почтовая марка, а 15 марта 2016 года в обращение была выпущена памятная монета «Город воинской славы Старая Русса» номиналом 10 рублей. Ещё одним символом стал Меч Победы, вручённый Старой Руссе, как и другим городам воинской славы, 9 июня 2022 года в зале Славы Музея Победы в парке Победы на Поклонной горе в Москве. Изготовленный в Златоусте меч покрыт золотом высшей 999,9 пробы и инкрустирован уральскими самоцветами — гранатами, символизирующими пролитую кровь, и голубыми топазами, которые считаются символом мира. Длина мечей составляет 1,2 метра, вес — более пяти килограммов. На клинке, украшенном растительным орнаментом, высечены знаменитые слова князя Александра Невского: «Кто с мечом к нам придет, тот от меча и погибнет». Ранее, в апреле 2015 года, аналогичные Мечи Победы были переданы на вечное хранение городам-героям.
В соответствии с Указом президента РФ от 1 декабря 2006 года № 1340, в каждом городе, удостоенном этого высокого звания, устанавливается стела, посвящённая этому событию. По рассмотрении нескольких возможных мест размещения памятника было принято окончательное решение соорудить мемориал в сквере у завода «Старорусприбор», на пересечении улиц Восстания и Минеральной, на месте, где под стенами «красных казарм», ставших впоследствии корпусами завода, в 1942 году в ходе попытки освободить Старую Руссу отчаянно сражался и погиб батальон капитана А. Ф. Величко, а в годы оккупации от рук фашистов приняли смерть тысячи мирных жителей и военнопленных. По пути от сквера в центр города находится памятник «Орёл», посвящённый рушанам, погибшим в годы русско-японской войны, на другой стороне улицы видны танк и пушки времён Великой Отечественной войны и музей Северо-Западного фронта, а на следующем перекрёстке начинается парк Победы с аллеей героев и памятником Воину-освободителю. Таким образом, новая достопримечательность вписалась в туристический маршрут по местам боевой славы Старой Руссы.
И 4 ноября 2018 года в рамках мероприятий, посвящённых Дню народного единства, состоялось торжественное открытие памятника в присутствии горожан, ветеранов, представителей власти и общественных организаций. Церемония состояла из театрализованной части и поздравлений официальных лиц. Митрополитом Новгородским и Старорусским Львом совершён обряд торжественного освящения стелы. Честь открытия была предоставлена Почётному гражданину Старой Руссы, подполковнику в отставке, ветерану педагогического труда Н. В. Пустовойтову и старшему научному сотруднику старорусского филиала новгородского государственного музея-заповедника, инициатору поискового движения в Старорусском районе, заслуженному работнику культуры Российской Федерации А. Ф. Ивановой. Воспитанники Н. В. Пустовойтова были в составе знамённой группы и несли табличку с указом о присвоении Старой Руссе почётного звания.
Памятник стал местом проведения крупных ежегодных памятных мероприятий: 18 февраля – в день освобождения города от немецко-фашистских захватчиков, в День защитника Отечества и в День Победы.

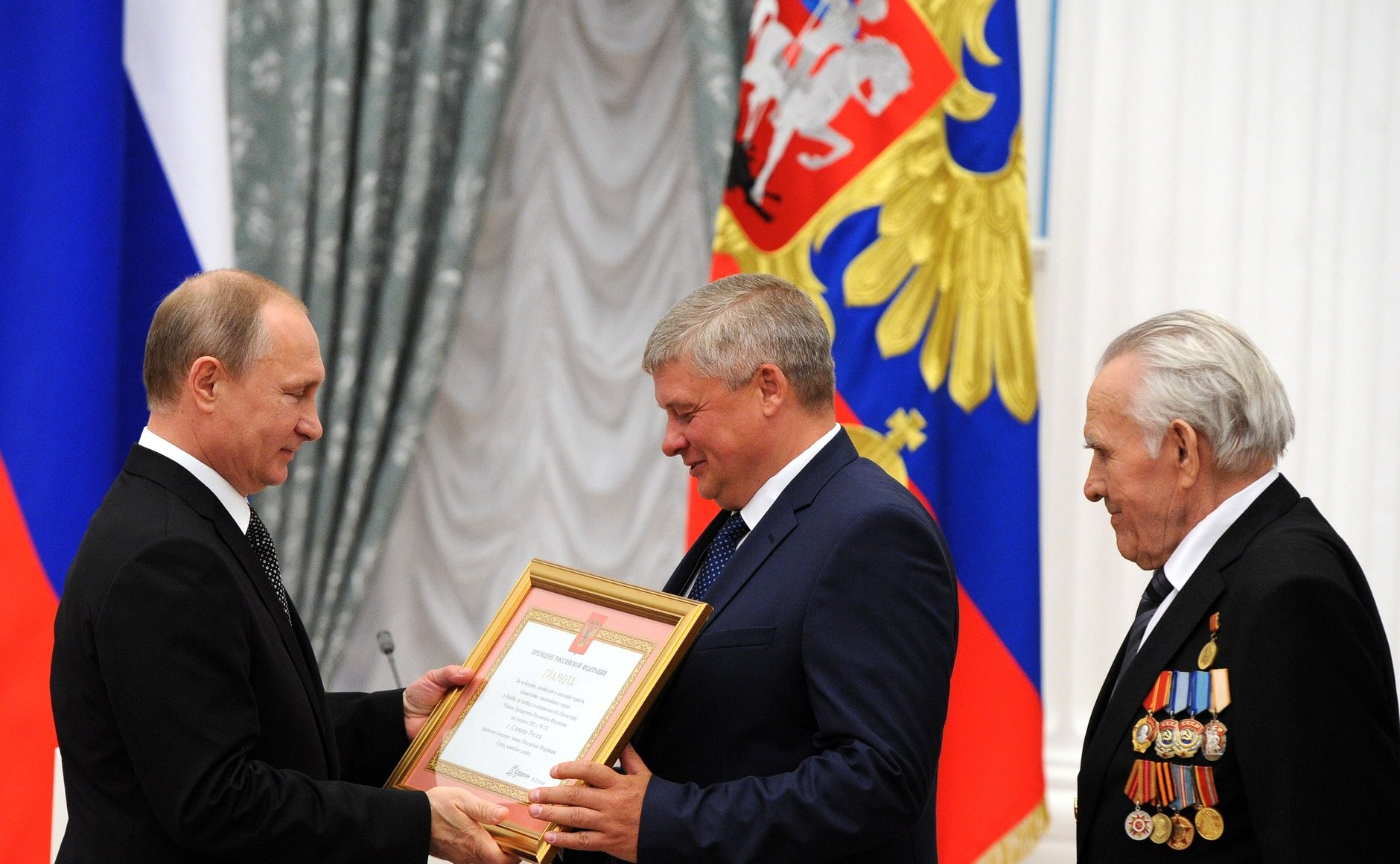
Вручение грамоты о присвоении Старой Руссе почётного звания
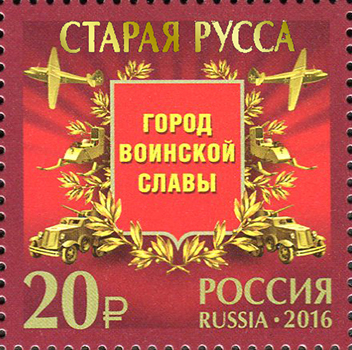
Памятная марка, посвящённая городу воинской славы
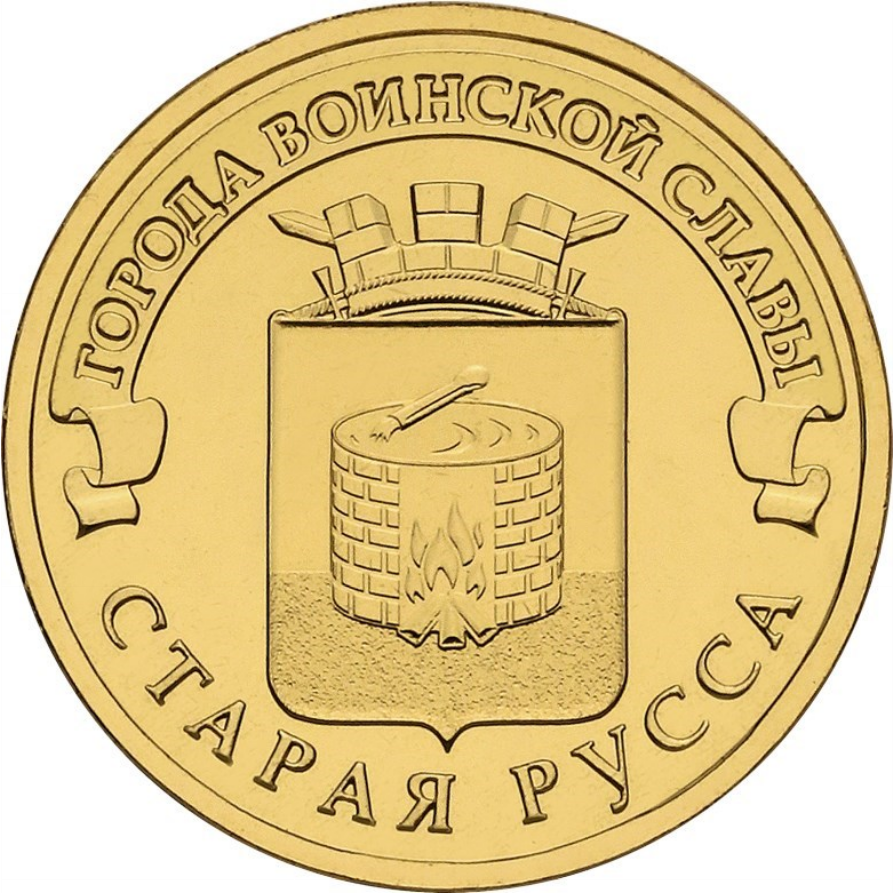
Изображение герба города воинской славы на монете

## Описание
Архитектурно-скульптурное решение памятной стелы «Город воинской славы» утверждено Российским организационным комитетом «Победа» по результатам открытого всероссийского конкурса, в котором в 2008 году победил проект авторского коллектива в составе: заслуженный архитектор России И. Н. Воскресенский, Г. А. Ишкильдина, В. В. Перфильев, народный художник России С. А. Щербаков. 
Символ мужества и воинской славы представляет собой полированную колонну дорического ордера из карельского гранита высотой 10,5 метров с бронзовыми капителью и базой. Наверху колонны размещён бронзовый государственный герб России, на постаменте в бронзовом картуше располагается текст Указа Президента РФ о присвоении почётного звания, а на оборотной стороне — бронзовый герб Старой Руссы. Изначально работы выполняли строители из Ярославля — ООО «Классик Стоун», но в связи с затягиванием сроков работ заказ был передан петербургской компании ООО «Монтаж-Строй», на счету которой уже было 27 установленных по всей России аналогичных памятников. 
Стелу окружают четыре пилона, на которых предусмотрено место под размещение шестнадцати барельефов по эскизам местного художника Анатолия Константинова, повествующих о событиях из военной истории Старой Руссы. Автор концепции барельефов — Александр Дмитриев. Установка барельефов, запланированная на 2023 год, состоялась в декабре. На торжественном митинге в День Героев Отечества 9 декабря в торжественной обстановке осуществлено открытие 16 барельефов, выполненных скульптором Денисом Стритовичем.
Тематика барельефов отражает военно-исторические события, связанные со Старой Руссой:
- 1167 год. Первое летописное упоминание города.
- 1199 год. Строительство Старорусской крепости.
- 1234 год. Сражение с литовским войском, когда объединённые силы горожан, купцов, гриди и огнищан отбили атаку.
- 1613 год. Осадное сидение в Рамышевском острожке.
- Участие жителей рушан в Отечественной войне 1812 года и заграничных походах 1813-1814 годов.
- 1824-1856 годы. Старорусский округ военных поселений.
- 1904-1905 годы. Вильманстрандский 86-й пехотный полк. Участие в русско-японской войне.
- 1914-1918 годы. События первой мировой войны.
- 1939-1940 год. Участие воинских формирований из Старой Руссы и Старорусского района в советско-финляндской войне.
- 1941-1944 годы. Партизанское движение во время Великой Отечественной войны.
- Старая Русса в истории военной авиации.
- Морские и лыжные бригады в боях под Старой Руссой.
- Советская гвардия, знамя Победы.
- 1944 год. Освобождение, послевоенное восстановление, орден Отечественной войны I степени.
- Воины-ветераны боевых действий.
- Российское нападение на Украину.